# 白俄罗斯铁路

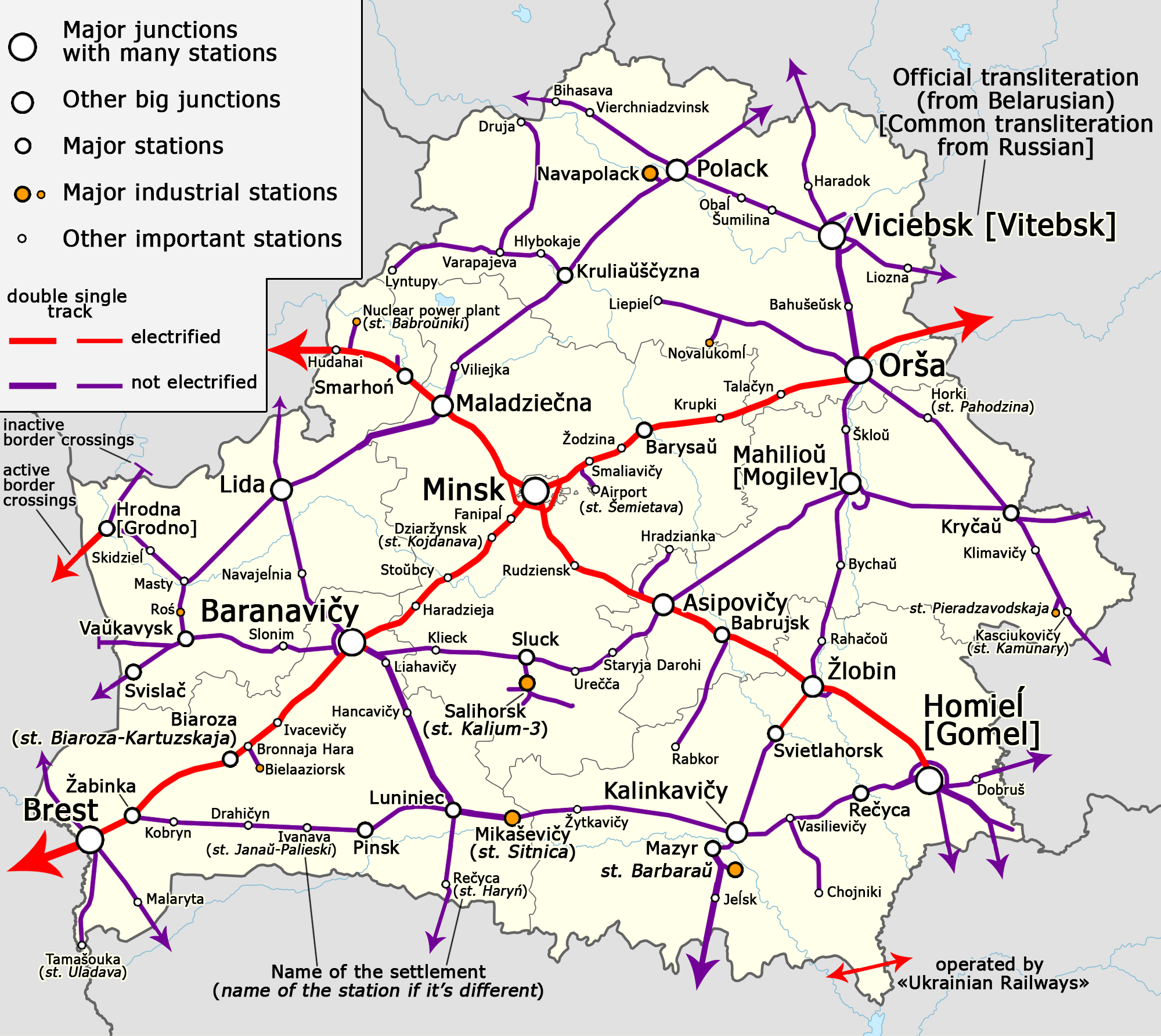
白俄羅斯的鐵路分布

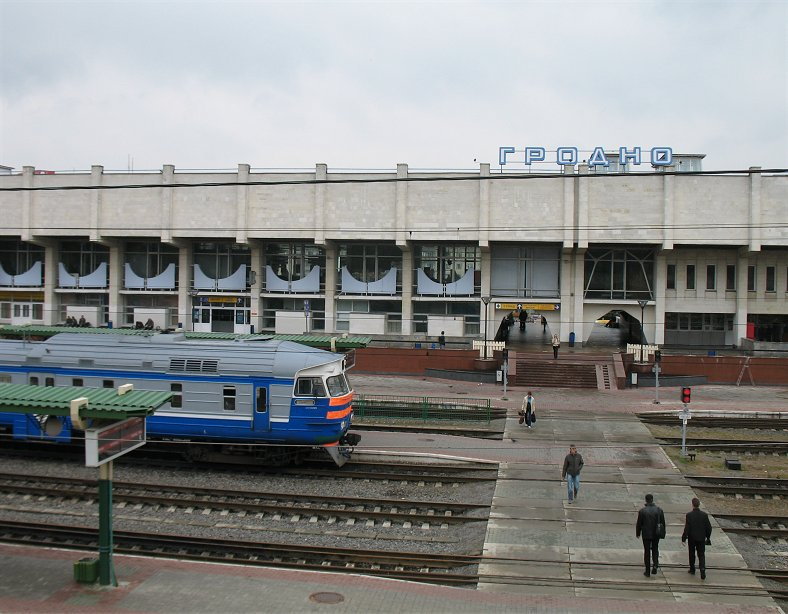
格羅德諾的主火车站

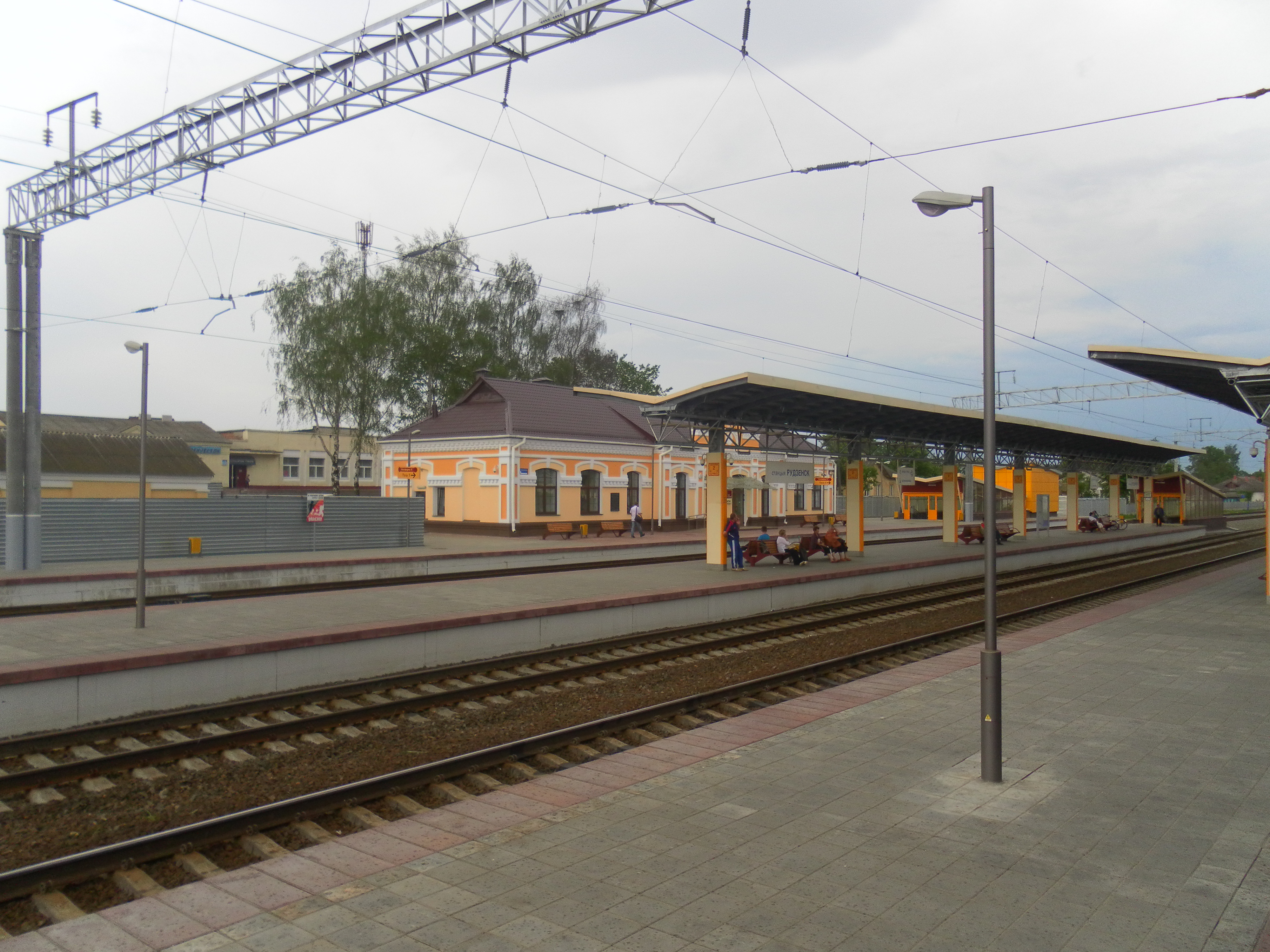
Rudensk火车站

白俄罗斯铁路（羅馬化：Belaruskaya chyhunka，羅馬化：Belorusskaya zheleznaya doroga），簡稱或，是白俄罗斯的国营铁路公司。白俄罗斯铁路运营白俄罗斯境内的铁路网络。公司雇员超过10万人。

## 列车
电力机车
- Co'Co'电力机车：ChS4T型电力机车、BCG-2型電力機車
- (Bo'Bo')-(Bo'Bo') 电力机车：VL80型电力机车、BCG-1型电力机车

柴油机车
- M62型柴油机车, TE10型柴油机车, TE116型柴油机车, TEP60, TEP70, ChME3型柴油机车
- TGK2; two axle diesel shunter

动车组
- DR1型柴油动车组; 柴油动车组
- ER9, Stadler FLIRT;电力动车组